# Nói lái
Nói lái là một cách nói kiểu chơi chữ trong nhiều ngôn ngữ. Trong đó, người ta tráo đổi phụ âm đầu và phần giữa các âm tiết để tạo nên những từ ngữ khác có nội dung mới, bất ngờ, hiểm hóc. Đối với từng vùng miền khác nhau thì do cách nói của tiếng địa phương nên tiếng nói lái sẽ có thay đổi một chút.

## Nói lái trong tiếng Việt
Đây là một biện pháp tu từ đặc biệt của tiếng Việt, do âm tiết tiếng Việt có hai đặc điểm quan trọng: ranh giới giữ các âm tiết rất rõ ràng và hầu như phụ âm đầu nào cũng có thể kết hợp với bất kì phần nào, mà vẫn tạo nên trong nhiều trường hợp những đơn vị có nghĩa. Nói lái khá phổ biến trong khẩu ngữ, để đùa vui hoặc bí mật nói với nhau một điều gì. Nói lái đước dùng nhiều trong văn học dân gian cũng như trong các tác phẩm viết nhằm gây tiếng cười hài hước, châm biếm, hoặc để đả kích một cách kín đáo một ai hoặc một hiện tượng xã hội. Nói lái được coi là ít nghiêm trang, có tính cách bông đùa, mỉa mai hoặc châm biếm, một số dùng để diễn tả sự thô tục một cách kín đáo.

## Ngôn ngữ khác
Cách nói này cũng được nhiều dân quốc gia khác sử dụng.
Thí dụ trong tiếng Anh: "The Lord is a shoving leopard" (thay vì "The Lord is a loving shepherd") - gọi là Spoonerism. Giáo sư William Archibald Spooner là người nối tiếng có thói quen đãng trí hay nói lộn ngược, ví dụ, "You have hissed my mystery lecture" ("You have missed my history lecture").
Thí dụ trong tiếng Đức: "Auf der Liebesreise // sprach der Leibesriese: // "Reib es, Liese!" // Und sie rieb es leise." - gọi là "Wortdreher" hay "Buchstabendreher", cách làm thơ có vần như thế gọi là Schüttelreim
trong tiếng hán việt: thiết trường kỷ dĩ tôn kỳ trưởng (lấy ghế dài mời các trưỡng lão) đối lại là lập bình phong nhi tuyển phòng binh (lập tấm phong để tuyển dụng quân sĩ) câu đối này hay lẫn cã vần bằng trắc lẫn nói lái!
Thí dụ trong tiếng Pháp: văn hào Voltaire, tên thật là François Marie Arouet, lấy tên thành phố quê hương là Airvault (thuộc vùng Deux Sèvres) nói lái là Vault – Air để có bút danh Voltaire.